# Omotu Bissong
Omotu Bissong, nata Cecilia Ohumotu Bissong, (Yala, ...), è una modella, personaggio televisivo ed attrice nigeriana, eletta Most Beautiful Girl in Nigeria 2004.
Bissong inizia a lavorare come modella durante l'infanzia, continuando contemporaneamente i propri studi, presso la città di Calabar. Nel 2003, è una studentessa al terzo anno della facoltà di economia presso l'Università di Calabar, quando viene eletta Most Beautiful Girl in Nigeria. Il suo programma come MBGN include la prevenzione dell'HIV/AIDS, e la promozione del turismo in Nigeria. In seguito, Bissong partecipa a Miss Universo e Miss Mondo, e si trasferisce negli Stati Uniti, per proseguire gli studi e la sua carriera di modella.
Nel 2009, Omotu Bissong ha fatto ritorno in Nigeria per condurre l'edizione locale di Britain's Got Talent, The Peak Talent Hunt Show, e per aprire la propria agenzia di moda O Model. Successivamente ha lavorato in una soap opera trasmessa dalla televisione nigeriana.